# Rotacharopa kessneri
Rotacharopa kessneri är en snäckart som beskrevs av Stanisic 1990. Rotacharopa kessneri ingår i släktet Rotacharopa och familjen Charopidae. Inga underarter finns listade i Catalogue of Life.